# Ochodaeus asahinai
Ochodaeus asahinai» es una especie de coleóptero de la familia Ochodaeidae.

## Distribución geográfica
Habita en Taiwán y Japón.